# Chorisoneura poststriga
Chorisoneura poststriga es una especie de cucaracha del género Chorisoneura, familia Ectobiidae. Fue descrita científicamente por Walker en 1868.
Habita en Venezuela y Brasil.